# قاسم البدر
قاسم إبراهيم بدر البدر (1923 - 11 يناير 2002) شاعر عراقي. ولد في قضاء القرنة من محافظة البصرة. تخرّج بدار المعلمين الريفية عام 1944. اشتغل بالتعليم حتى عام 1982. أحد مؤسسي اتحاد الأدباء في البصرة. نشر شعره في الصحف والمجلات. له ديوان شعر بعنوان أريج العراق .

## سيرته
ولد قاسم إبراهيم بدر البدر في سنة 1923 في قضاء القرنة بمحافظة البصرة بجنوبي العراق. بعد أن أنهى دراسته الابتدائية في مدرسة القرنة التحف بدار المعلمين الريفية الرسمية وتخرج فيها عام 1944. مارس التعليم منذ تخرجه حتى 1982. 

أحد مؤسسي اتحاد الأدباء فرع البصرة، وعضو أول مجلس إدارة له. نشر وأشند الكثير من قصائده، كما كتب الأوبريتات والأناشيد المدرسية، ولديه ما يزيد على ثمانين قصيدة دفع بقسم منها إلى المطبعة لتحمل اسم ديوانه الأول:أريج العراق. شارك في المهرجانات والمؤتمرات الأدبية وكان واحداً من شعراء المربد وأسهم في معجم عبد العزيز البابطين للشعر العربي .

توفي بتاريخ 11 يناير 2002 بعد أصابته بالذبحة الصدرية في البصرة.